# Chiesa di Santa Margherita (Godega di Sant'Urbano)
La chiesa di Santa Margherita Vergine e Martire è la parrocchiale di Godega di Sant'Urbano, in provincia di Treviso e diocesi di Vittorio Veneto; fa parte della forania Pontebbana.

## Storia
Si sa che, anticamente, Godega era compresa nel territorio della pieve di San Cassiano del Meschio. L'antica chiesa del paese fu eretta a parrocchiale nel 1593.
Questa chiesa fu sostituita da una più grande nel 1748, che tre anni dopo, con la soppressione del patriarcato di Aquileia al quale apparteneva da secoli, passò alla neo-costituita arcidiocesi di Udine, per poi essere aggregata alla diocesi di Ceneda nel 1818.
L'edificio fu distrutto durante la seconda guerra mondiale; rimase in piedi soltanto il campanile.

La nuova parrocchiale venne edificata in un luogo diverso rispetto alla precedente intorno nella seconda metà del XX secolo in stile neoclassico.

## Descrizione

### Esterno
La facciata a capanna della chiesa, rivolta a settentrione, è tripartita da quattro lesene tuscaniche, sorreggenti la trabeazione con iscrizione dedicatoria e il frontone, e presenta centralmente il portale d'ingresso, sormontato da un timpano semicircolare e dal rosone, e ai lati due nicchie.

### Interno
L'interno dell'edificio si compone di un'unica navata, sulla quale si affacciano  le cappelle laterali e le cui pareti sono scandite da lesene sorreggenti la cornice sopra la quale si imposta la volta; al termine dell'aula si sviluppa il presbiterio, rialzato di alcuni gradini, ospitante l'altare maggiore e chiuso dall'abside semicircolare.